# Cálculo de Schubert

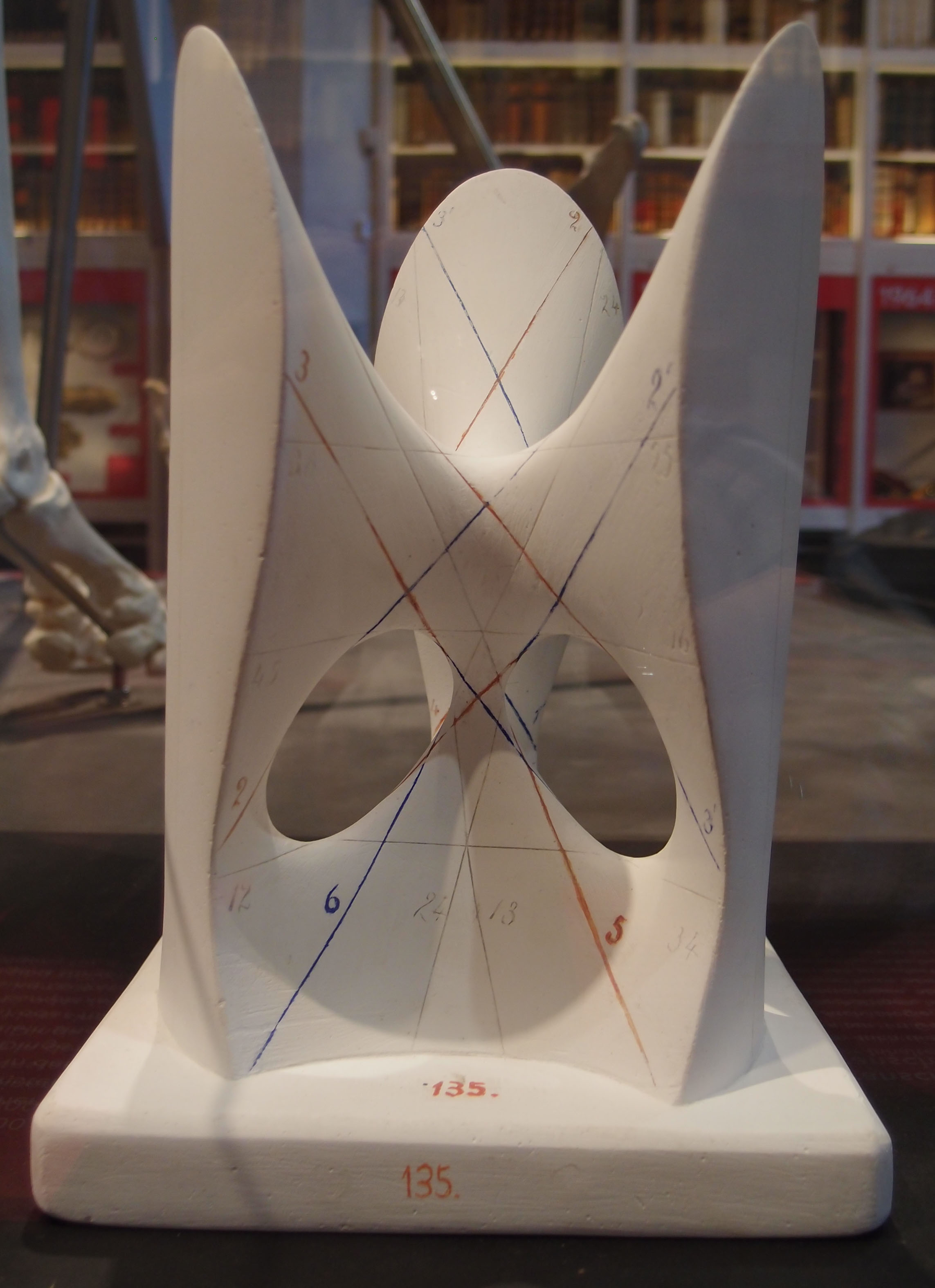
Un modelo de la superficie de Clebsch, mostrando sus 27 líneas rectas

En matemáticas, el cálculo de Schubert es una rama de la geometría algebraica introducida en el siglo XIX por Hermann Schubert, para resolver varios problemas de conteo en la geometría proyectiva (parte de la geometría enumerativa). Fue un precursor de varias teorías más modernas, por ejemplo las clases características, y en particular sus aspectos algorítmicos siguen siendo de interés actual. La frase "cálculo de Schubert" se usa a veces para referirse a la geometría enumerativa de subespacios lineales, aproximadamente equivalente a describir el anillo de cohomología de los grasmanianos, y a veces se usa para referirse a la geometría enumerativa más general de variedades no lineales. Incluso de manera más general, se entiende que el “cálculo de Schubert” abarca el estudio de preguntas análogas en cohomología.
Los objetos introducidos por Schubert son las células de Schubert, que son conjuntos localmente cerrados en un grasmaniano definido por las condiciones de incidencia de un subespacio lineal en un espacio proyectivo con una bandera dada. Para obtener más información, consúltese variedad de Schubert.
La teoría de la intersección de estas celdas, que puede verse como la estructura del producto en el anillo de cohomología del grasmaniano de cohomologías asociadas, permite en principio predecir los casos en los que las intersecciones de celdas dan como resultado un conjunto finito de puntos, que son respuestas potencialmente concretas a preguntas enumerativas. Un resultado teórico de apoyo es que las células de Schubert (o más bien, sus clases) abarcan todo el anillo de cohomología.
En los cálculos detallados, los aspectos combinatorios entran tan pronto como las celdas deben indexarse. Elevado del grasmaniano, que es un espacio homogéneo, al grupo lineal general que actúa sobre él, preguntas similares están involucradas en la descomposición de Bruhat y la clasificación del subgrupo parabólico (por una matriz en bloque).
El decimoquinto problema de Hilbert consiste en establecer el sistema de Schubert sobre una base rigurosa.

## Construcción
El cálculo de Schubert se puede construir usando el anillo de Chow de los grasmanianos, donde los ciclos de generación están representados por datos geométricamente significativos. Denótese {\displaystyle G(k,V)} como grasmaniano de {\displaystyle k}-planos en un espacio vectorial {\displaystyle n}-dimensional fijo {\displaystyle V}, y {\displaystyle A^{*}(G(k,V))} su anillo de Chow; téngase en cuenta que a veces el grasmaniano se denota como {\displaystyle G(k,n)} si el espacio vectorial no se da explícitamente. Asociado a un indicador completo arbitrario {\displaystyle {\mathcal {V}}}
{\displaystyle 0\subset V_{1}\subset \cdots \subset V_{n-1}\subset V_{n}=V}
y a una {\displaystyle k}-tupla decreciente de enteros {\displaystyle \mathbf {a} =(a_{1},\ldots ,a_{k})} donde
{\displaystyle n-k\geq a_{1}\geq a_{2}\geq \cdots \geq a_{k}\geq 0}
existen ciclos de Schubert (que se denominan células de Schubert cuando se considera la homología celular en lugar del anillo de Chow) {\displaystyle \Sigma _{\mathbf {a} }({\mathcal {V}})\subset G(k,V)} definido como
{\displaystyle \Sigma _{\mathbf {a} }({\mathcal {V}})=\{\Lambda \in G(k,V):\dim(V_{n-k+i-a_{i}}\cap \Lambda )\geq i{\text{ for all }}i\geq 1\}}
la clase {\displaystyle [\Sigma _{\mathbb {a} }({\mathcal {V}})]\in A^{*}(G(k,V))} no depende de la bandera completa, las clases se pueden escribir como
{\displaystyle \sigma _{\mathbb {a} }:=[\Sigma _{\mathbb {a} }]\in A^{*}(G(k,V))}
que se denominan clases de Schubert. Se puede demostrar que estas clases generan el anillo de Chow, y la teoría de la intersección asociada se llama cálculo de Schubert. Téngase en cuenta que dada una secuencia {\displaystyle \mathbb {a} =(a_{1},\ldots ,a_{j},0,\ldots ,0)}, la clase de Schubert {\displaystyle \sigma _{(a_{1},\ldots ,a_{j},0,\ldots ,0)}} generalmente se denota simplemente como {\displaystyle \sigma _{(a_{1},\ldots ,a_{j})}}. Además, las clases de Schubert dadas por un solo entero, {\displaystyle \sigma _{a_{1}}}, se denominan clases especiales. Usando la fórmula de Giambeli a continuación, todas las clases de Schubert se pueden generar a partir de estas clases especiales.

### Explicación de la definición
Inicialmente, la definición parece un poco incómoda. Dado un {\displaystyle k} genérico del plano {\displaystyle \Lambda \subset V}, solo tendrá una intersección cero con {\displaystyle V_{i}} para {\displaystyle i\leq n-k} y {\displaystyle \dim(V_{n-k+i}\cap \Lambda )=i} para {\displaystyle i>n-k}. Por ejemplo, en {\displaystyle G(4,9)} dado un {\displaystyle 4}-plano {\displaystyle \Lambda }, se corta mediante un sistema de cinco ecuaciones lineales. No se garantiza que el plano {\displaystyle 2} {\displaystyle V_{2}} se interseque en ningún otro lugar que no sea el origen, ya que hay cinco parámetros libres en los que podría situarse. Además, una vez que {\displaystyle \dim(V_{i})+\dim(\Lambda )>n}, entonces necesariamente se cruzan. Esto significa que la dimensión esperada de la intersección de {\displaystyle V_{5}} y {\displaystyle \Lambda } debe tener la dimensión {\displaystyle 1}, la intersección de {\displaystyle V_{6}} y {\displaystyle \Lambda } debe tener la dimensión {\displaystyle 2}, y así sucesivamente. Estos ciclos luego definen subvariedades especiales de {\displaystyle G(k,n)}.

### Propiedades

#### Inclusión
Hay un orden parcial en todas las {\displaystyle k}-tuplas donde {\displaystyle \mathbb {a} \geq \mathbb {b} } es {\displaystyle a_{i}\geq b_{i}} para cada {\displaystyle i}. Esto da la inclusión de los ciclos de Schubert
{\displaystyle \Sigma _{\mathbb {a} }\subset \Sigma _{\mathbb {b} }\iff a\geq b}
mostrando un aumento de los índices que corresponde a una especialización aún mayor de las subvariedades.

#### Fórmula de codimensión
Un ciclo de Schubert {\displaystyle \Sigma _{\mathbb {a} }} tiene codimensión
{\displaystyle \sum a_{i}}
que es estable bajo inclusiones de grasmanianos. Es decir, la inclusión
{\displaystyle i:G(k,n)\hookrightarrow G(k+1,n+1)}
dada al agregar el elemento base adicional {\displaystyle e_{n+1}} a cada plano {\displaystyle k}, dando un plano {\displaystyle (k+1)}, tiene la propiedad
{\displaystyle i^{*}(\sigma _{\mathbb {a} })=\sigma _{\mathbb {a} }}
Además, la inclusión
{\displaystyle j:G(k,n)\hookrightarrow G(k,n+1)}
dada por la inclusión del plano {\displaystyle k} tiene la misma propiedad de retroceso.

### Producto de intersección
El producto de intersección se estableció por primera vez utilizando las fórmulas de Pieri y Giambelli.

#### Fórmula de Pieri
En el caso especial {\displaystyle \mathbb {b} =(b,0,\ldots ,0)}, hay una fórmula explícita del producto de {\displaystyle \sigma _{b}} con una clase de Schubert arbitraria {\displaystyle \sigma _{a_{1},\ldots ,a_{k}}} dada por
{\displaystyle \sigma _{b}\cdot \sigma _{a_{1},\ldots ,a_{k}}=\sum _{\begin{matrix}|c|=|a|+b\\a_{i}\leq c_{i}\leq a_{i-1}\end{matrix}}\sigma _{\mathbb {c} }}
Nótese que {\displaystyle |\mathbb {a} |=a_{1}+\cdots +a_{k}}. Esta fórmula se llama fórmula de Pieri y se puede utilizar para determinar el producto de intersección de dos clases de Schubert cuando se combina con la fórmula de Giambelli. Por ejemplo,
{\displaystyle \sigma _{1}\cdot \sigma _{4,2,1}=\sigma _{5,2,1}+\sigma _{4,3,1}+\sigma _{4,2,1,1}}
y
{\displaystyle \sigma _{2}\cdot \sigma _{4,3}=\sigma _{4,3,2}+\sigma _{4,4,1}+\sigma _{5,3,1}+\sigma _{5,4}+\sigma _{6,3}}

#### Fórmula de Giambelli
Las clases de Schubert con tuplas de dos o más de longitud pueden describirse como una ecuación determinante utilizando las clases de una sola tupla. La fórmula de Giambelli se lee como la ecuación
{\displaystyle \sigma _{(a_{1},\ldots ,a_{k})}={\begin{vmatrix}\sigma _{a_{1}}&\sigma _{a_{1}+1}&\sigma _{a_{1}+2}&\cdots &\sigma _{a_{1}+k-1}\\\sigma _{a_{2}-1}&\sigma _{a_{2}}&\sigma _{a_{2}+1}&\cdots &\sigma _{a_{2}+k-2}\\\sigma _{a_{3}-2}&\sigma _{a_{3}-1}&\sigma _{a_{3}}&\cdots &\sigma _{a_{3}+k-3}\\\vdots &\vdots &\vdots &\ddots &\vdots \\\sigma _{a_{k}-k+1}&\sigma _{a_{k}-k+2}&\sigma _{a_{k}-k+3}&\cdots &\sigma _{a_{k}}\end{vmatrix}}}
dada por el determinante de una matriz {\displaystyle (k,k)}. Por ejemplo,
{\displaystyle \sigma _{2,2}={\begin{vmatrix}\sigma _{2}&\sigma _{3}\\\sigma _{1}&\sigma _{2}\end{vmatrix}}=\sigma _{2}^{2}-\sigma _{1}\cdot \sigma _{3}}
y
{\displaystyle \sigma _{2,1,1}={\begin{vmatrix}\sigma _{2}&\sigma _{3}&\sigma _{4}\\\sigma _{0}&\sigma _{1}&\sigma _{2}\\0&\sigma _{0}&\sigma _{1}\end{vmatrix}}}

## Relación con las clases de Chern
Hay una descripción fácil del anillo de cohomología, o el anillo de Chow, del grasmaniano utilizando las clases de Chern de dos paquetes de vectores naturales sobre el grasmaniano {\displaystyle G(k,n)}. Hay una secuencia de paquetes vectoriales
{\displaystyle 0\to T\to {\underline {V}}\to Q\to 0}
donde {\displaystyle {\underline {V}}} es el paquete vectorial trivial de rango {\displaystyle n}, la fibra de {\displaystyle T} sobre {\displaystyle \Lambda \in G(k,n)} es el subespacio {\displaystyle \Lambda \subset V} y {\displaystyle Q} es el paquete vectorial cociente (que existe, ya que el rango es constante en cada una de las fibras). Las clases de Chern de estos dos paquetes asociados son
{\displaystyle c_{i}(T)=(-1)^{i}\sigma _{(1,\ldots ,1)}}
donde {\displaystyle (1,\ldots ,1)} es una {\displaystyle i}-tupla y
{\displaystyle c_{i}(Q)=\sigma _{i}}
La secuencia tautológica da la presentación del anillo de Chow como
{\displaystyle A^{*}(G(k,n))={\frac {\mathbb {Z} [c_{1}(T),\ldots ,c_{k}(T),c_{1}(Q),\ldots ,c_{n-k}(Q)]}{(c(T)c(Q)-1)}}}

## G (2,4)
Uno de los ejemplos clásicos analizados es el grasmaniano {\displaystyle G(2,4)} ya que parametriza líneas rectas en {\displaystyle \mathbb {P} ^{3}}. El cálculo de Schubert se puede utilizar para encontrar el número de rectas en una superficie cúbica.

### Anillo de Chow
El anillo de Chow tiene la representación

{\displaystyle A^{*}(G(2,4))={\frac {\mathbb {Z} [\sigma _{1},\sigma _{1,1},\sigma _{2}]}{(1-\sigma _{1}+\sigma _{1,1})(1+\sigma _{1}+\sigma _{2})}}}

y como grupo abeliano graduado está dado por

{\displaystyle {\begin{aligned}A^{0}(G(2,4))&=\mathbb {Z} \cdot 1\\A^{2}(G(2,4))&=\mathbb {Z} \cdot \sigma _{1}\\A^{4}(G(2,4))&=\mathbb {Z} \cdot \sigma _{2}\oplus \mathbb {Z} \cdot \sigma _{1,1}\\A^{6}(G(2,4))&=\mathbb {Z} \cdot \sigma _{2,1}\\A^{8}(G(2,4))&=\mathbb {Z} \cdot \sigma _{2,2}\\\end{aligned}}}

### Rectas sobre una superficie cúbica
Este anillo de Chow se puede utilizar para calcular el número de rectas en una superficie cúbica (es decir, de tercer grado). Se debe recordar que una línea recta en {\displaystyle \mathbb {P} ^{3}} da una dimensión de dos subespacio de {\displaystyle \mathbb {A} ^{4}}, por lo tanto {\displaystyle \mathbb {G} (1,3)\cong G(2,4)}. Además, la ecuación de una recta se puede dar como una sección de {\displaystyle \Gamma (\mathbb {G} (1,3),T^{*})}. Dado que una superficie cúbica {\displaystyle X} se da como un polinomio cúbico homogéneo genérico, a su vez se da como una sección genérica {\displaystyle s\in \Gamma (\mathbb {G} (1,3),{\text{Sym}}^{3}(T^{*}))}. Entonces, una línea recta {\displaystyle L\subset \mathbb {P} ^{3}} es una subvariedad de {\displaystyle X} si y solo si la sección desaparece en {\displaystyle [L]\in \mathbb {G} (1,3)}. Por lo tanto, la clase de Euler de {\displaystyle {\text{Sym}}^{3}(T^{*})} se puede integrar sobre {\displaystyle \mathbb {G} (1,3)} para obtener el número de puntos donde la sección genérica desaparece en {\displaystyle \mathbb {G} (1,3)}. Para obtener la clase de Euler, se debe calcular la clase de Chern total de {\displaystyle T^{*}}, que se da como
{\displaystyle c(T^{*})=1+\sigma _{1}+\sigma _{1,1}}
T, luego, la fórmula de división se lee como la ecuación formal
{\displaystyle {\begin{aligned}c(T^{*})&=(1+\alpha )(1+\beta )\\&=1+\alpha +\beta +\alpha \cdot \beta \end{aligned}}}
donde {\displaystyle c({\mathcal {L}})=1+\alpha } y {\displaystyle c({\mathcal {M}})=1+\beta } para los paquetes de líneas formales {\displaystyle {\mathcal {L}},{\mathcal {M}}}. La ecuación de división da las relaciones
{\displaystyle \sigma _{1}=\alpha +\beta } and {\displaystyle \sigma _{1,1}=\alpha \cdot \beta }.
Dado que {\displaystyle {\text{Sym}}^{3}(T^{*})} se puede leer como la suma directa de conjuntos de vectores formales
{\displaystyle {\text{Sym}}^{3}(T^{*})={\mathcal {L}}^{\otimes 3}\oplus ({\mathcal {L}}^{\otimes 2}\otimes {\mathcal {M}})\oplus ({\mathcal {L}}\otimes {\mathcal {M}}^{\otimes 2})\oplus {\mathcal {M}}^{\otimes 3}}
cuya clase de Chern total es
{\displaystyle c({\text{Sym}}^{3}(T^{*}))=(1+3\alpha )(1+2\alpha +\beta )(1+\alpha +2\beta )(1+3\beta )}
de ahí que
{\displaystyle {\begin{aligned}c_{4}({\text{Sym}}^{3}(T^{*}))&=3\alpha (2\alpha +\beta )(\alpha +2\beta )3\beta \\&=9\alpha \beta (2(\alpha +\beta )^{2}+\alpha \beta )\\&=9\sigma _{1,1}(2\sigma _{1}^{2}+\sigma _{1,1})\\&=27\sigma _{2,2}\end{aligned}}}
usando el hecho de que
{\displaystyle \sigma _{1,1}\cdot \sigma _{1}^{2}=\sigma _{2,1}\sigma _{1}=\sigma _{2,2}} and {\displaystyle \sigma _{1,1}\cdot \sigma _{1,1}=\sigma _{2,2}}
entonces, la integral es
{\displaystyle \int _{\mathbb {G} (1,3)}27\sigma _{2,2}=27}
ya que {\displaystyle \sigma _{2,2}} es la clase superior. Por lo tanto, hay {\displaystyle 27} líneas rectas en una superficie cúbica.